# Girls’ Generation — TTS
Girls’ Generation — TTS (кор. 소녀시대-태티서, яп. 少女時代-태티서; также известные как TaeTiSeo, TTS или Girls’ Generation — TaeTiSeo) — первый саб-юнит южнокорейской гёрл-группы Girls’ Generation, сформированный в 2012 году компанией SM Entertainment. Состоит из трёх участниц: Тхэён (она же лидер), Тиффани и Сохён.

## Карьера

### 2012: Формирование и дебют сTwinkle
В 2012 году Girls’ Generation берут перерыв от групповой деятельности, чтобы заняться индивидуальным продвижением. Некоторые начали сниматься в дорамах, остальные же участвовали в телевизионных шоу. Тхэён, Тиффани и Сохён, желая продолжить деятельность в музыке, решили образовать подгруппу, на тот момент все трое были ведущими Music Core. 19 апреля SM объявили о создании первого официального саб-юнита Girls’ Generation с возможностью создания ещё нескольких подгрупп в дальнейшем. В отличие от оригинальной группы, где основное внимание уделялось групповому исполнению песен и постановке танцевальных выступлений, TTS фокусируются на вокальных особенностях каждой участницы. Название подгруппы является комбинацией первых слогов от Тхэён, Тиффани и Сохён.
Дебютный мини-альбом Twinkle был выпущен 29 апреля. Он стал первым релизом среди корейских артистов, достигшим вершины World Albums Chart. На момент выхода он также достиг 126 места в Billboard 200, что стало наилучшим результатом среди корейских артистов в данном чарте. Одноимённый сингл (по состоянию на июль 2014 года) разошёлся тиражом в 2,520,485 цифровых копии. TTS стали первым саб-юнитом в истории Кореи, которому удалось выиграть «тройную корону» на музыкальных шоу (быть № 1 в течение трёх недель подряд).

### 2014—15:HollerиDear Santa
16 сентября 2014 года TTS выпустили второй мини-альбом Holler, и в тот же день провели шоукейс для фанатов и прессы, где ведущим был Минхо из SHINee. Релиз дебютировал на вершине Gaon Album Chart и World Albums Chart, что сделало TTS третьим корейским артистом в истории (а также первыми среди женских коллективов), кто больше одного раз смог занять 1 место в World Albums Chart. Сохён написала текст для композиции «Only U», а Тиффани принимала участие в создании видеоклипа «Holler», отвечая за визуальную составляющую. Во время промоушена было показано реалити-шоу «ТхэТиСо», где участницы рассказали, чем занимаются в свободное время и как проходила подготовка к камбэку.
4 декабря 2015 года был выпущен третий мини-альбом Dear Santa, который также стал специальным рождественским подарком для поклонников. Он стал первым релизом TTS, который не попал на вершину альбомного чарта Кореи. Часть дохода от продаж была пожертвована в благотворительную кампанию SMile for U, которая была создана SM совместно с ЮНИСЕФ.

### 2017: Уход Тиффани и Сохён из SM Entertainment
9 октября 2017 года стало известно, что Тиффани и Сохён отказались продлевать свои контракты с SM и ушли из агентства, однако ни Girls’ Generation, ни TTS официально расформированы не были, поэтому в будущем девушки смогут вернуться на сцену, будучи в разных компаниях.

## Участницы
- Тхэён
- Тиффани
- Сохён

| Сценический псевдоним | Сценический псевдоним | Дата рождения | Позиция в группе          |
| Основной              | Настоящие имя         | Дата рождения | Позиция в группе          |
| --------------------- | --------------------- | ------------- | ------------------------- |
| Тхэён                 | Ким Тхэ Ён            | 09.03.1989    | Лидер, главная вокалистка |
| Тиффани               | Хван Ми Ён            | 01.08.1989    | Ведущая вокалистка        |
| Сохён                 | Со Чжу Хён            | 28.06.1991    | Ведущая вокалистка, маннэ |

## Дискография
- Twinkle (2012)
- Holler (2014)
- Dear Santa (2015)